# Staatspolizei
Der Begriff Staatspolizei bezeichnet im Allgemeinen die Polizei eines Staates. Im deutschsprachigen Raum wird mit diesem Begriff meist eine übergeordnete Polizeieinheit verbunden.

## Deutschland
In Deutschland sind generell die Länder für Polizeiaufgaben zuständig, jedoch gibt es die Bundespolizei (teilweise als Schutzpolizei) und das Bundeskriminalamt, das auf Bundesebene bei Straftaten und Verbrechen ermittelt.

## USA
In den USA wird als Staatspolizei die Polizei eines Bundesstaates bezeichnet. Die Aufgabenbereiche liegen meist in der Verkehrsüberwachung von höherrangigen Straßen und in der Unterstützung der lokalen Polizeieinheiten. In einigen Bundesstaaten wird die Staatspolizei bzw. „State Police“ auch als „State Trooper“, also als „Staatskavallerie“ oder „Staatstruppe“ bezeichnet. Üblicherweise tragen sie militärische Dienstgrade, wobei diverse Ränge ausgelassen werden. Wegen ihrer originären Aufgabe zur Überwachung der Fernstraßen wird sie in vielen Bundesstaaten heute noch Highway Patrol genannt.
Verschiedentlich wurde die State Police eingesetzt, wenn die örtliche Polizei an Legitimität verlor und dauerhaft für Aufruhr sorgte. Zum Beispiel stoppte Jay Nixon, der Gouverneur von Missouri, 2014 den Einsatz der lokalen Polizei nach der Tötung des afroamerikanischen Schülers Michael Brown durch einen Angehörigen der örtlichen Polizei von Ferguson. Sie bestand mehrheitlich aus Weißen. Er übertrug die Polizeigewalt der Highway Patrol von Missouri, die von einem Schwarzen geleitet wird, um deeskalierend zu wirken.
Für Verstöße gegen Bundesgesetze und für Verbrechen, in deren Zuge Staatsgrenzen innerhalb der USA überschritten werden, ist das FBI zuständig, für bestimmte weitere Delikte verschiedene andere Bundespolizeibehörden der Vereinigten Staaten.

## Österreich
Der österreichische Staatspolizeiliche Dienst (StaPo) war als Vorläufer des Bundesamts für Verfassungsschutz und Terrorismusbekämpfung bis 2002 der Inlandsgeheimdienst des Bundesministeriums für Inneres. Umgangssprachlich wurde die Bezeichnung „Stapo“ noch einige Jahre nach der Umbenennung verwendet.

## Italien
Die italienische Polizia di Stato ist neben den militärisch organisierten Carabinieri eines der beiden nationalen italienischen Polizeiorgane mit allgemeinen Polizeiaufgaben. Im Gegensatz zu den besonders auch auf dem Land tätigen Carabinieri ist die italienische Staatspolizei fast ausschließlich in Städten tätig. Ausnahmen gibt es z. B. bei der Grenz- oder bei der Verkehrspolizei.

## Niederlande
Von 1945 bis 1993 war die staatliche Polizei (niederländisch Rijkspolitie ‚Staatspolizei‘) Unterteil der niederländischen Polizei unter Leitung des Justizministeriums. Darüber hinaus bestand noch die Stadt- oder Gemeindepolizei unter Leitung des Bürgermeisters. Seit 1993 ist die niederländische Polizeiorganisation strukturell verändert. Es bestehen 25 regionale Polizeidienste und eine überregionale Polizeiorganisation („Korps landelijke Politiediensten“ (KLPD)). Die KLPD ist eine national selbstständig arbeitende Organisation mit unterstützender und koordinierender Funktion für die niederländische Polizei mit dreizehn Hauptaktivitäten. Außerdem hat die KLPD im Ausland sogenannte „liaison-officers“ die in Zusammenarbeit mit dem niederländischen Geheimdienst (AIVD) für Terrorismusbekämpfung zuständig sind. In der europäischen Union (EU) sind neue Institutionen und Gesetze entstanden wie zum Beispiel „Europol“, „Europäischer Haftbefehl“ und „Eurojust“. In diesem Zusammenhang arbeitet die niederländische Polizei mit europäischen Ländern zusammen.

## Norwegen
In der Geschichte Norwegens bestand zweimal, unter völlig verschiedenen Umständen eine Statspolitiet (norwegisch Statspolitiet ‚Staatspolizei‘).

### Statspolitiet 1933–1936
Die erste Statspolitiet, eingerichtet aufgrund eines Beschlusses des Storting vom 11. Juni 1933, war eine mobile Bereitschaftspolizei, die unmittelbar dem Justizministerium unterstand. Zu dieser Zeit war die übrige Polizei noch unter kommunaler Verantwortung. Diese Staatspolizei wurde in ihrer damaligen Form aufgelöst bzw. in die staatliche Polizei überführt, als mit dem neuen Politiloven (norwegisch Politiloven ‚Polizeigesetz‘) vom 13. März 1936 die Umstellung auf ein gesamtstaatliches Polizeiwesen beschlossen wurde.

### Statspolitiet 1941–1945
Die zweite Statspolitiet wurde am 1. Juni 1941 während der deutschen Besatzung Norwegens durch die von der norwegischen faschistischen Partei Nasjonal Samling beherrschte Marionettenregierung eingerichtet. Die Initiative dazu ging von ihrem späteren Leiter Karl Marthinsen aus. Dabei handelte es sich um eine bewaffnete zentrale Staatspolizei nach deutschem Vorbild. In erster Linie sollte diese Polizeitruppe sich um „politische Verbrechen“, Flüchtlinge, Spionage, bewaffneten Widerstand und jede andere Form von Widerstand gegen die deutsche Besatzungsmacht oder die norwegischen NS-Behörden kümmern. Diese Staatspolizei hatte ihre Zentrale in Oslo. Dieser Zentrale waren sechs regionale Unterabteilungen unterstellt, mit Sitz in Aker bei Oslo, Stavanger, Bergen, Trondheim, Tromsø und Kirkenes. Die Statspolitiet unterstand direkt dem Chef der Sikkerhetspolitiet (norwegisch Sikkerhetspolitiet ‚Sicherheitspolizei‘) in dem vom deutschen Reichskommissar in Norwegen Josef Terboven eingerichteten kommissarischen Polizeiministerium. Die Statspolitiet konnte aber auch unmittelbar von der deutschen Sicherheitspolizei ihre Befehle bekommen. Kurz nach ihrer Einrichtung hatte die Statspolitiet eine Stärke von etwa 150 Mann, die bis 1944 auf 350 Personen (darunter 10 Frauen) ausgebaut wurde. Bis auf vier Einzelpersonen waren alle Angehörigen dieser Polizeitruppe Mitglieder der faschistischen Nasjonal Samling.
Die Statspolitiet arbeitete völlig unabhängig von der normalen Polizei. Sie spielte unter anderem bei der Deportation der Juden aus Norwegen eine zentrale Rolle.